# Florin Mihăilescu
Florin Mihăilescu (n. 15 iulie 1943, București) este un operator și director de imagine de film român. A semnat imaginea pentru filme de referință ale cinematografiei românești precum Un august în flăcări (serial TV, 1974), Duhul aurului (1974), Filip cel bun (1975), Cursa (1975), Mere roșii (1976), Ediție specială (1978), Duios Anastasia trecea (1980), Bietul Ioanide (1980), De ce trag clopotele, Mitică? (1981), Secvențe... (1982), Ochi de urs (1983), Fructe de pădure (1983), Iacob (1988), Vulpe vânător (1993) și Orient Express (2004). El a colaborat în principal cu regizorii Dan Pița, Alexandru Tatos și Mircea Daneliuc.

## Biografie
Florin Mihăilescu s-a născut la 15 iulie 1943, în municipiul București. A absolvit Școala tehnică de cinematografie (Galvani-Tei) de doi ani, lucrând apoi ca tehnician la Serviciul de Cercetări Tehnice în Cinematografie al Centrului de Producție Cinematografică „București” (Buftea) (1963–1967). S-a înscris mai târziu la Institutul de Artă Teatrală și Cinematografică „I.L.Caragiale”, specializarea „Imagine de film și televiziune”, ale cărui cursuri le-a absolvit în 1972 ca șef de promoție.
A lucrat apoi ca director de imagine la mai multe filme românești. Este autorul a două invenții în domeniul cinematografiei: un dispozitiv pentru realizarea enchene-urilor pe camera Mitchell – Mark III (1985) și un dispozitiv de iluminare suplimentară controlată a suprafețelor de fotogramă aflate în subexpunere (1987). A îndeplinit funcțiile de șef al secției „Imagine” al Centrului de Producție Cinematografică „București” (Buftea) (1987–1989) și inspector general pentru promovarea producției naționale de film (cu rang de subsecretar de stat) la Centrul Național al Cinematografiei (1990–1991).
Și-a îmbogățit pregătirea profesională prin participarea la cursuri și specializări în Franța (bursă în domeniul producției de film - 1977 și apoi documentare în domeniul învățământului universitar cinematografic - 1993), SUA (bursă în domeniul producției de film - 1985) și Marea Britanie (documentare în domeniul managementului universitar - 1997). A urmat studii de doctorat în domeniul „Cinematografie și media” la UNATC, obținând în anul 2002 titlul științific de doctor cu teza „Imagine și simbol în creația lui Lucian Pintilie – De ce trag clopotele, Mitică?”.
Începând din anul 1990 este profesor universitar la Facultatea de Film a Universității de Artă Teatrală și Cinematografică  „I. L.Caragiale” din București, Catedra Imagine de film și televiziune. A îndeplinit funcțiile de șef al catedrei Imagine de film și televiziune (1990–1996) și rector al UNATC (1996-2000). Este profesor asociat la Universitatea Sapientia din Târgu Mureș, predând cursurile de Istoria filmului universal (Filmul românesc) și Arta imaginii cinematografice, precum și profesor invitat la Universitatea Cluj (1997-2002) și la Școala norvegiană de film (cu rang academic) (1998–2002).
De asemenea, Florin Mihăilescu a fost director general al R.A. CINEROM (1993–1994) și directorul departamentului de producție de film și televiziune al companiei româno-franceză PAN-OCEANIC (1994–1996). Este membru al Uniunii Cineaștilor din România (UCIN) din 1990, îndeplinind funcțiile de membru în Comitetul director (din 1990), secretar al secției „Imagine” (1990-1997) și vicepreședinte (din 1995). A fost membru în juriile mai multor festivaluri de film și anume „Cine de Valladolid” (1994), „Ethnos” – Bacău (din 1995) și „Alternative” Tg.Mureș (1996 și 1997), precum și președinte al „Festivalului de filme de scurt metraj despre artă” de la Călărași (din 1998).	

## Activitate științifică
În paralel cu activitatea de operator și cu cea didactică, Florin Mihăilescu a desfășurat și o activitate publicistică, fiind autorul rubricii permanente „Camera stilou” din revista Cinema (1985-1987) și susținând comunicări în „Caietul de documentare tehnică” al Centralei Româniafilm asupra experimentelor de imagine realizate pentru filmele Ochi de urs și De ce trag clopotele, Mitică? (1983–1985). A fost membru în colegiul de redacție al revistei de filmologie FILMTETT (din 1999) și în colectivul de redacție al revistei de specialitate al Universității Sapientia: Acta Universitatis Sapientiae – Film and Media Studies.
Este autorul a trei cărți:
- Realizarea și exploatarea diapozitivelor, 2 vol. (Ed. Tehnică, București, 1980)
- Cuvintele umbrei (UNATC Press, București, 2009), 200 p.
- De ce Papa Melies n-ar fi putut scufunda Japonia (UNATC Press, București, 2009), 77 p.

De asemenea, a participat la Comunicarea „Șocul tehnicii noi asupra artistului în filmul de ficțiune” susținută la Riga în 1983.

## Filmografie

### Director de imagine
- Un august în flăcări (serial TV, 1974)
- Duhul aurului (partea a II-a „Lada”, 1974) - în colaborare cu Iosif Demian
- Filip cel bun (1975)
- Orașul văzut de sus (1975)
- Cursa (1975)
- Mere roșii (1976)
- Ediție specială (1978)
- Rătăcire (1978)
- Mai presus de orice (1978) - în colaborare cu Anghel Deca
- Duios Anastasia trecea (1980)
- Mai presus de orice (1980)
- Bietul Ioanide (1980)
- De ce trag clopotele, Mitică? (1981)
- Secvențe... (1982)
- Ochi de urs (1983)
- Fructe de pădure (1983)
- Conrad Hass (1983)
- Cumpărătorul de clopote (1984)
- Zacharius (1984)
- Nisipul din urne (1986)
- Iacob (1988)
- A unsprezecea poruncă (1991)
- Tusea și junghiul (1992) - în colaborare cu Sorin Dumitrescu
- Vulpe vânător (1993)
- Timpul liber (1993)
- Această lehamite (1994)
- Trepte către teatrul de mâine (1994)
- Oedip (1995)
- Tu ne marcherais jamais seul! (2001)
- Italiencele (2004)
- Orient Express (2004)
- Conturul norilor (2004)
- Despre morți numai de bine (2005)
- Nine minutes (scurtmetraj, 2008)
- Un euro ușor, un euro greu (2007)
- Luna verde (2010)

### Regizor
- Trepte către teatrul de mâine (1994)
- Oedip (1995)

### Actor
- Secvențe... (1982) - el însuși
- Sosesc păsările călătoare (1985)
- Portret - Lucian Pintilie (1991) - el însuși

## Premii și distincții
Directorul de imagine Florin Mihăilescu a obținut patru premii pentru imagine ale Asociației Cineaștilor din România (ACIN)/Uniunii Cineaștilor din România (UCIN):
- în anul 1975 - pentru filmele Cursa și Filip cel bun,[1]
- în anul 1988 - pentru filmul Iacob,[2]
- în anul 1990 - pentru filmul De ce trag clopotele, Mitică?[3] și
- în anul 1993 - pentru filmele Vulpe vânător și Timpul liber.[4]

De asemenea, a obținut și Premiul special al juriului UCIN pentru scurtmetraj (1994-1995) pentru filmul Trepte către teatrul de mâine (1982).
Printre celelalte premii obținute de Florin Mihăilescu în cariera sa sunt de menționat următoarele:
- Premiul Festivalului Internațional de Film de la Lublin (Polonia) pentru filmul Mere roșii (1977)
- Premiul pentru imagine la Festivalul Filmului pentru Tineret pentru filmul Ediție specială (1978)
- Premiul Festivalului Internațional de Film de la Karlovy-Vary pentru filmul Duios Anastasia trecea (1980)
- Premiul de imagine „Cântarea României” pentru filmele Bietul Ioanide și Duios Anastasia trecea (1981)
- Premiul pentru imagine la Festivalul Filmului pentru Tineret pentru filmele Fructe de pădure și Ochi de urs (1983)
- Premiul de imagine la Festivalul de la Costinești pentru filmul Timpul liber
- Premiul de Excelență pentru întreaga activitate artistică al Ministerului Culturii și Cultelor și al Centrului Național al Cinematografiei (2002)
- Marele premiu la „Festivalul de film polițist” de la Moscova

Președintele României Ion Iliescu i-a conferit cineastului Florin Mihăilescu la 10 decembrie 2004 Ordinul „Meritul pentru Învățământ” în grad de Ofițer, „pentru abnegația și devotamentul puse în slujba învățământului românesc, pentru contribuția deosebită la dezvoltarea și promovarea cercetării științifice” din România. 